# Brainans
Brainans é uma comuna francesa na região administrativa de Borgonha-Franco-Condado, no departamento de Jura. Estende-se por uma área de 7,07 km². Em 2010 a comuna tinha 176 habitantes (densidade: 24,9 hab./km²).